# Longnes (Sarthe)
Longnes è un comune francese di 370 abitanti situato nel dipartimento della Sarthe nella regione dei Paesi della Loira.

## Società

### Evoluzione demografica
Abitanti censiti